# Walter Schick
Walter Schick (* 22. Juni 1909 in Schramberg; † 21. Juli 1944 in Königsberg (Preußen)) war ein deutscher Jurist, Gestapobeamter und SS-Führer.

## Leben
Schick war der Sohn eines Volksschulrektors. Nach Ablegung des Abiturs in Stuttgart  absolvierte Schick von 1928 bis 1933 ein Studium der Rechtswissenschaften an den Universitäten Tübingen, Berlin und München. Er war Mitglied der Studentenverbindung Akademische Gesellschaft Stuttgardia Tübingen. Er schloss sein Studium im Frühjahr 1933 mit dem ersten Staatsexamen und nach dem Rechtsreferendariat im Sommer 1934 mit dem zweiten juristischen Staatsexamen ab. Er wurde zum Dr. jur promoviert.
Schick trat 1931 der NSDAP (Mitgliedsnummer 474.543) und der SS (SS-Nummer 13.241) bei. In der SS wurde Schick Ende Januar 1944 bis zum SS-Obersturmbannführer befördert.
Schick war ab 1937 als Assessor bei der Gestapo Berlin tätig. Ab Anfang Juli 1939 leitete er die Abteilung II B I (wirtschaftspolitische Angelegenheiten) im Berliner Gestapa. Im Dezember 1939 wurde er zum Regierungsrat befördert. Am 15. April 1940 wurde Schick stellvertretender Leiter der Staatspolizeileitstelle Karlsruhe, deren Leitung er im Herbst 1942 übernahm. Im Reichssicherheitshauptamt (RSHA) war Schick zudem als Referent tätig. Anfang Oktober 1943 wurde er zum Oberregierungsrat befördert.
Schick wurde Anfang April 1944 Inspekteur der Sicherheitspolizei und des SD in Königsberg. Ziel dieses Amtes war es, im Dritten Reich und den besetzten Gebieten ein „Staatsschutzkorps“ und die Präsenz von Sicherheitspolizei und Sicherheitsdienst in allen Spitzen von Staat und Partei zu gewährleisten. Er löste in Königsberg Constantin Canaris ab. In dieser Funktion instruierte er den Leiter der Staatspolizei-Außenstelle Allenstein, SS-Sturmbannführer Hermann Herz, über die der Geheimhaltung unterliegende Aktion 1005. Schick übergab Herz eine Karte, auf der die Massengräber der Mordopfer der Einsatzgruppen verzeichnet waren. Herz bildete ein „Enterdungskommando“, dem neben ehemaligen Einsatzgruppenangehörigen, Gestapo-Beamten und Gendarmen auch bis zu 15 jüdische Zwangsarbeiter angehörten. Dieses Kommando öffnete die Massengräber, verbrannte die Leichen und bepflanzte danach die zugeschütteten Gruben zur Tarnung der Verbrechen. Die jüdischen Zwangsarbeiter wurden nach dem Ende dieser Aktion erschossen. Als Nachfolger besetzte im August den vakant gewordenen Aufgabenbereich des IdS in Königsberg – Wehrkreis I – Horst Böhme.
Schick starb bei einem Verkehrsunfall in Königsberg.